# Casa Sebastià (Arnes)
La Casa Sebastià és una obra d'Arnes (Terra Alta) inclosa a l'Inventari del Patrimoni Arquitectònic de Catalunya.

## Descripció
Edifici d'origen medieval situat en una cantonada i constituït per una planta baixa, un pis i unes golfes, amb murs de carreus.
A la planta baixa trobem tres entrades, dues petites de llinda i una amb arc de mig punt de grans dovelles. La planta pis conté dues balconades metàl·liques per façana suportades per mènsules de fusta. Les obertures de les golfes no tenen fusteria i estan obertes a l'exterior. Totes les obertures tenen emblanquinat al seu voltant. La coberta de teula àrab només vessa a un carrer. L'arc de la entrada és cec per a part superior i la porta es presenta totalment quadrada.
La planta baixa es la utilitzar com a bar- cafè antigament.